# Metal Gear (jogo eletrônico)
Metal Gear (メタルギア, Metaru Gia) é um jogo de espionagem criado por Hideo Kojima e produzido pela companhia japonesa Konami. Foi o primeiro jogo de Hideo Kojima e serviu como título inaugural à saga Metal Gear, uma das séries mais lucrativas da Konami. Originalmente, o jogo foi lançado para MSX2 na Europa e no Japão. Posteriormente, o jogo foi convertido para NES/Famicom com lançamento para Japão, EUA e Europa.
As muitas alterações que foram feitas no jogo original tornaram a versão para NES bem inferior no quesito enredo, onde o jogo sempre se destacou.
Muitas versões baseadas nas de NES e MSX2 também foram lançadas para outras plataformas, tal como o IBM PC e Commodore 64, e relançado de forma emulada, como parte de uma oferta especial, com o jogo Metal Gear Solid: Twin Snakes. A versão para MSX foi convertida para celular no Japão, com mudanças e melhorias, e também faz parte do segundo disco do jogo Metal Gear Solid 3: Subsistence, com uma melhor tradução ao inglês do que a versão original. Este é o primeiro caso em que o primeiro Metal Gear foi lançado no mercado norte-americano com seu conteúdo original.

## Jogabilidade
O jogador deve mover o personagem (Solid Snake) por toda a Outer Heaven, enquanto evita contato e confronto direto com as sentinelas que patrulham as áreas. Se o jogador for visto, o jogo entrará no "Modo de Alerta". Nessa situação, o jogador deve se esconder até que a situação volta ao status "Normal". Os métodos de fuga variam dependendo das circunstâncias em que foi descoberto:
- Se o jogador for visto e apenas uma única marca de exclamação (!) aparecer sobre a cabeça de quem o viu, apenas os inimigos na área vão atacá-lo; sendo possível fugir movendo-se para uma área adjacente.
- Caso duas marcas de exclamação (!!) aparecerem sobre quem o viu (ou se o jogador for visto por uma câmera, sensor infravermelho, ou disparando uma arma sem silenciador), aparecerão reforços de outras áreas. O jogador só poderá escapar eliminando todos os inimigos, incluindo os dos reforços, ou se movimento para andares diferentes.

O jogador começa o jogo desarmado, mas eventualmente ganha acesso a uma variedade de armas, como explosivos, armas automáticas (como uma Beretta M92F) e um lançador de mísseis. A munição para cada arma é limitada, mas é facilmente reposta. As armas podem ser usadas contra os inimigos, mas também podem remover obstáculos (como "hollow walls" ou chão eletrizado). Snake também pode usar seus punhos para lutar contra os inimigos. Ocasionalmente, se o jogador derrotar um guarda com os punhos sem aletar ninguém, o guarda pode soltar uma ração ou pacote de munição, que pode ser coletada pelo jogador.
A base inimiga consiste em três diferentes construções, com vários andares cada uma. O jogador deve usar cartões de acesso e outros itens para destravar as portas, que só serão abertas com seus respectivos cartões de acesso. Também aparecem chefes de cenário para impedir o progresso do jogador. As informações podem ser obtidas ao resgatar reféns nas construções. Após resgatar cinco reféns, o jogador ganhará uma promoção, aumentando seu "Ranking", e ganhando uma maior capacidade de munição e energia. Entretanto, se um refém é morto, o jogador é rebaixado para o rank anterior. O jogador possui um transceiver para se comunicar com o Comando Operacional, o que inclui seu comandante, Big Boss, ou outro membro da resistência contra a fortaleza. Cada um dos aliados de Snake possui um vasto conhecimento sobre uma área específica.

## Enredo

### História
Em 1995, numa região florestal da África do Sul, encontra-se Outer Heaven, uma fortaleza criada por um soldado veterano. Ele era temido em todo o mundo, tanto por seus aliados quanto por seus inimigos. As nações ocidentais temem que Outer Heaven tenha em seu poder uma arma capaz de mudar a história das guerras. As Nações Unidas entram em contrato com a FOXHOUND, para cuidar da situação. O comandante da agência, Big Boss, encaminha o seu melhor soldado, Gray Fox. Alguns dias depois, Gray Fox envia apenas duas palavras para seus superiores: "Metal Gear!". As Nações Unidas, mais uma vez, entram em contato com a FOXHOUND e, então, Big Boss envia Solid Snake, um novato, porém muito talentoso. Iniciando a operação "Intrude N313", Snake se infiltra na base, logo após ele encontra Diane e Jennifer, membros da resistência contra Outer Heaven. Com a ajuda delas, Snake consegue resgatar Gray Fox, que explica os fatos envolvendo o Metal Gear. Trata-se do primeiro blindado capaz de operar em qualquer terreno e lançar mísseis nucleares. Literalmente, um Metal Gear conseguiria mudar os rumos de uma guerra. Com o Metal Gear em seu poder, Outer Heaven estava tentando estabelecer a superioridade militar sobre todo o mundo. A missão de Snake, agora, é destruir o Metal Gear. Para isso, ele deve encontrar o engenheiro chefe do projeto, Dr. Drako Madnar Pettrovich.
Ellen, filha do doutor, havia sido seqüestrada para que o engenheiro construisse o blindado. Pettrovich ensina a Snake como destruir sua criação; entretanto, conforme Snake se aproxima do centro de controle de Outer Heaven, algumas armadilhas têm de ser sobrepujadas, como se estivessem esperando por ele. O líder da resistência contra Outer Heaven, Kyle Schneider, morre em combate e Snake fica gravemente ferido. Ele é levado para uma prisão 100 andares abaixo da terra. Snake consegue escapar e encontrar o Metal Gear. Ele destrói a máquina, poucos instantes de a missão ser encerrada. Durante sua fuga, Snake encontra Big Boss, o líder da agência ri de Snake e revela a verdade por trás da operação. Desde que entrou no comando da FOXHOUND, Big Boss estava usando suas ligações no governo para corromper e roubar informações confidenciais, financiando suas atividades. O objetivo era fazer de Outer Heaven a nação mais poderosa do mundo, tendo ele como líder. Big Boss decidiu enviar Solid Snake na esperança de que este fosse capturado e desse ao governo dos EUA informações falsas, mas subestimou as capacidades de Snake, não imaginando que ele poderia chegar tão longe, o que o fez admitir que Snake é um dos melhores. Big Boss ativa a autodestruição de todo o complexo, enquanto a fortaleza é destruída, os dois se digladiam numa luta mortal, mas somente Snake sai andando.

## Histórico de lançamentos
Seguem as datas de lançamentos do jogo.
- Agosto de 1987 — MSX2 (Japão)
- Agosto de 1987 — MSX2 (Europa)
- Dezembro de 1987 — NES (Japão)
- Maio de 1988 — NES (EUA)
- 1989 — NES (Europa)
- Agosto de 1990 — IBM PC (EUA)
- 1990 — Commodore 64 (EUA)
- Março de 2004 — Nintendo GameCube (como parte de Metal Gear Solid: The Twin Snakes - Premium Package) (Japão)
- Agosto de 2004 — Celular (Japão)
- Dezembro de 2005 — PlayStation 2 (como parte de Metal Gear Solid 3: Subsistence) (Japão)
- Novembro de 2011 - PlayStation 3 (como parte de Metal Gear Solid HD Collection) (EUA)

### NES
Uma versão reprogramada para o Nintendo Entertainment System (NES) foi lançada no Japão em 22 de dezembro de 1987. Enquanto que a versão para MSX2 do mesmo jogo nunca foi lançada nos EUA, a versão para NES foi à América do Norte em junho de 1988 (publicado pela Ultra Games, divisão da Konami), seguida de uma versão PAL na Europa e na Austrália em março de 1989. A Konami produziu esta versão sem o envolvimento direto de Kojima e várias modificações foram feitas como resultado. Kojima declarou publicamente seu desapontamento com a qualidade da versão para NES, indo ao ponto de classificar o jogo como "lixo por inteiro".